# Rapanuia disalvoi
Rapanuia disalvoi är en blötdjursart som beskrevs av Dell'Angelo, Raines och Bonfitto 2004. Rapanuia disalvoi ingår i släktet Rapanuia och familjen Ischnochitonidae. Inga underarter finns listade i Catalogue of Life.